# Нєкрасове (Гомельський район)
Нєкрасове (біл. Някрасава) — селище в Довголіській сільраді Гомельського району Гомельської області Білорусі.

## Географія

### Розташування
У 14 км від залізничної станції Чижівка (на лінії Калинковичі — Гомель), 25 км на південний захід від Гомеля.

## Гідрографія
Меліоративні канали навкруги, з'єднані з річкою Дніпро.

## Транспортна мережа
Автодорога Михальки — Калинковичі — Гомель. 
Забудова безсистемна, дерев'яна, садибного типу.

## Історія

### У складі БРСР (СРСР)
Засноване на початку 1920-х років переселенцями з сусідніх сіл. 
У 1926 році в Михальковській сільраді Дятловицького району Гомельського округу. 
У 1932 році жителі вступили в колгосп. 

#### Німецько-радянська війна
У 1940 — 1941 роках в селище переселилася частина жителів селища Білий Берег. 
Під час німецько-радянської війни 7 жителів загинули на фронті. 
У складі радгоспу імені О. М. Горького (центр — село Довголісся).

## Населення

### Чисельність
- 2004 — 7 господарств, 8 жителів.